# Spongodes ulex
Spongodes ulex is een zachte koraalsoort uit de familie Nephtheidae. De koraalsoort komt uit het geslacht Spongodes. Spongodes ulex werd in 1895 voor het eerst wetenschappelijk beschreven door Holm. 